# Soiuz 14
Soiuz 14 (rus: Союз 14, Unió 14) va ser un vol espacial tripulat soviètic en 1974 a l'estació espacial Saliut 3. Soiuz 14 és també el nom de la nau espacial Soiuz que es va utilitzar per transportar els cosmonautes a i de l'estació. La missió va ser part del programa Almaz de la Unió Soviètica per avaluar aplicacions militars del vol espacial tripulat. Els membres de la missió foren els cosmonautes Iuri Artiukhin i Pàvel Popóvitx. En aquell temps, la natura militar d'aquesta missió no va ser informada a les autoritats soviètiques. El vol va ser la primera missió amb èxit dels soviètics a una estació espacial. La missió va ser l'única per a la Saliut 3, ja que la Soiuz 15 va fallar en acoblar-se amb l'estació a l'agost i va ser desorbitada en gener de 1975. Amb les missions americanes Skylab llavors finalitzades, el vol va marcar l'inici del monopoli de les activitats espacials tripulades pels soviètics fins al llançament en 1981 del STS 1, el primer vol del transbordador espacial, excepte pel vol Apollo-Soiuz de 1975.

## Tripulació
| Posició         | Cosmonauta                         | Cosmonauta                         |
| --------------- | ---------------------------------- | ---------------------------------- |
| Comandant       | Pàvel Popóvitx Segon vol espacial  | Pàvel Popóvitx Segon vol espacial  |
| Enginyer de vol | Iuri Artiukhin Primer vol espacial | Iuri Artiukhin Primer vol espacial |

### Tripulació de reserva
| Posició         | Cosmonauta         | Cosmonauta         |
| --------------- | ------------------ | ------------------ |
| Comandant       | Guennadi Sarafànov | Guennadi Sarafànov |
| Enginyer de vol | Lev Diomin         | Lev Diomin         |

### Tripulació en suport
| Posició         | Cosmonauta     | Cosmonauta     |
| --------------- | -------------- | -------------- |
| Comandant       | Borís Volínov  | Borís Volínov  |
| Enginyer de vol | Vitali Jólobov | Vitali Jólobov |

## Paràmetres de la missió
- Massa: 6800 kg
- Perigeu: 195 km
- Apogeu: 217 km
- Inclinació: 51,6°
- Període: 88,6 min